# MNK Našice
Malonogometni klub Našice je futsal klub iz Našica u Osječko-baranjskoj županiji.
MNK Našice je član Nogometnog središta Našice te Nogometnog saveza Osječko-baranjske županije. Klub ima kadetsku, juniorsku i seniorsku ekipu u natjecanju a osnovan je 2005. Sve utakmice kao domaćin klub igra u dvorani Osnovne škole Kralja Tomislava u Našicama. Najbolji ostvareni rezultat je bio u sezoni 2011/12. kad je klub završio na drugom mjestu s bodom zaostaka u odnosu na prvaka.
2018. klub se plasirao Final Four futsal kupa Hrvatske kao jedini iz Druge HMNL, a kojem su bili i ujedno domaćini. Uz MNK Našice još su sudjelovali MNK Futsal Dinamo Zagreb, HMNK Vrgorac i MNK Split Tommy koji je osvojio kup.
MNK Našice natječe se u 2. HMNL- istok.

## Vanjske poveznice
- http://nsnasice.blogspot.com/